# Probatiomimus signiferus
Probatiomimus signiferus är en skalbaggsart som först beskrevs av Thomson 1865.  Probatiomimus signiferus ingår i släktet Probatiomimus och familjen långhorningar.
Artens utbredningsområde är Paraguay. Inga underarter finns listade i Catalogue of Life.